# Армандо Садіку
Армандо Садіку (алб. Armando Sadiku, нар. 27 травня 1991, Ельбасан) — албанський футболіст, нападник клубу «Вадуц» і національної збірної Албанії.
Володар Кубка Швейцарії. 

## Клубна кар'єра
У дорослому футболі дебютував 2007 року виступами за команду клубу «Турбіна» (Церрік), в якій провів два сезони, взявши участь у 40 матчах чемпіонату. 
Згодом з 2009 по 2011 рік грав у складі команд інших аблбанских команд, «Грамозі» та «Ельбасані».
13 березня 2011 року перебрався до Швейцарії, уклавши контракт з клубом Челлендж-ліги, другого за силою швейцарського дивізіону, «Локарно». До завршення сезону встиг відіграти за нову команду 12 ігор, в яких 9 разів відзначився забитими голами. Наступного сезону продовжив регулярно забивати, ставши найкращим бомбардиром Челлендж-ліги з 19 голами у 27 іграх.
В сезоні 2012/13 знову став найкращим голеодором другого швейцарського дивізіону (20 голів у 34 матчів), однак забивав вже за новий клуб — «Лугано», гравцем якого став 23 липня 2012 на умовах трирічного контракту.
Забивний албанський форвард привернув увагу представників елітного швейцарського дивізіону і 1 січня 2014, у перший день зимового трансферного вікна, приєднався до нової команди, якою став «Цюрих». У «Цюриху» не зміг стати гравцем основного складу, виходячи на поле здебільшого на заміну. А 10 травня 2014 року отримав важку травму коліна, яка залишила його поза грою на півроку та змусила пропустити початок сезону 2014/15. 
Протягом 2015 року, попри одну з найбільших серед партнерів по команді результативність, продовжував здебільшого використовуватися тренерським штабом «Цюриха» як резервний форвард. Тож на початку 2016 року прийняв пропозицію ліхтенштейнського «Вадуца», що також грав у вищій лізі Швейцарії, приєднатися до його команди на умовах оренди до кінця сезону.

## Виступи за збірні
2009 року провів одну гру у складі юнацької збірної Албанії. Протягом 2011–2012 років залучався до складу молодіжної збірної Албанії. На молодіжному рівні зіграв у 7 офіційних матчах, забив 6 голів.
29 грудня 2012 року дебютував в офіційних матчах у складі національної збірної Албанії, вийшовши на поле наприкінці товариської гри проти збірної Грузії. Наразі провів у формі головної команди країни 18 матчів, забивши 3 голи.
| Дата       | Місто      | Господарі  | Результат | Гості    | Турнір            | Голи | Примітки |
| ---------- | ---------- | ---------- | --------- | -------- | ----------------- | ---- | -------- |
| 29-2-2012  | Тбілісі    | Грузія     | 2 – 1     | Албанія  | товариський матч  | -    | 82'      |
| 22-5-2012  | Мадрид     | Катар      | 1 – 2     | Албанія  | товариський матч  | -    | 61'      |
| 27-5-2012  | Стамбул    | Іран       | 0 – 1     | Албанія  | товариський матч  | -    | 46'      |
| 7-9-2012   | Тирана     | Албанія    | 3 – 1     | Кіпр     | Відбір до ЧС 2014 | 1    | 56' 58'  |
| 12-10-2012 | Тирана     | Албанія    | 1 – 2     | Ісландія | Відбір до ЧС 2014 | -    |          |
| 16-10-2012 | Тирана     | Албанія    | 1 – 0     | Словенія | Відбір до ЧС 2014 | -    | 45'      |
| 14-11-2012 | Лансі      | Албанія    | 0 – 0     | Камерун  | товариський матч  | -    | 70'      |
| 6-2-2013   | Тирана     | Албанія    | 1 – 2     | Грузія   | товариський матч  | -    | 55'      |
| 26-3-2013  | Тирана     | Албанія    | 4 – 1     | Литва    | товариський матч  | -    | 64'      |
| 15-11-2013 | Анталья    | Албанія    | 0 – 0     | Білорусь | товариський матч  | -    | 70'      |
| 5-3-2014   | Дуррес     | Албанія    | 2 – 0     | Мальта   | товариський матч  | -    | 78'      |
| 13-6-2015  | Ельбасан   | Албанія    | 1 – 0     | Франція  | товариський матч  | -    | 64'      |
| 4-9-2015   | Копенгаген | Данія      | 0 – 0     | Албанія  | Відбір до ЧЄ 2016 | -    | 64'      |
| 11-10-2015 | Єреван     | Вірменія   | 0 – 3     | Албанія  | Відбір до ЧЄ 2016 | 1    | 59'      |
| 13-11-2015 | Приштина   | Косово     | 2 – 2     | Албанія  | товариський матч  | -    | 77'      |
| 16-11-2015 | Тирана     | Албанія    | 2 – 2     | Грузія   | товариський матч  | -    |          |
| 26-3-2016  | Відень     | Австрія    | 2 – 1     | Албанія  | товариський матч  | -    | 79'      |
| 29-3-2016  | Люксембург | Люксембург | 0 – 2     | Албанія  | товариський матч  | 1    | 59'      |
| Усього     |            | Матчів     | 18        |          | Голів             | 3    |          |

## Титули і досягнення

### Командні
- Володар Кубка Швейцарії (1):

«Цюрих»:  2013–14

### Особисті
- Найкращий бомбардир Челлендж-ліги (2):

2011–12 (19), 2012–13 (20)